# Brooke Burke
Brooke Lisa Burke-Charvet (Hartford, 8 settembre 1971) è un'attrice e personaggio televisivo statunitense.

## Filmografia

### Cinema
- Il replicante (The Wraith), regia di Mike Marvin (1986) – non accreditata

### Televisione
- Pensacola - Squadra speciale Top Gun (Pensacola: Wings of Gold) – serie TV, episodio 2x03 (1998)
- Così è la vita (That's Life) – serie TV, episodio 2x11 (2002)
- Detective Monk – serie TV, episodio 2x12 (2004)
- Perfetti... ma non troppo (Less than Perfect) – serie TV, episodio 2x18 (2004)
- The Bernie Mac Show – serie TV, episodio 4x03 (2004)
- Eve – serie TV, episodio 2x11 (2005)
- Las Vegas – serie TV, episodio 3x19 (2006)
- The War at Home – serie TV, 4 episodi (2007-2008)
- Melissa & Joey – serie TV, 3 episodi (2014)
- The Mindy Project – serie TV, episodio 4x2 (2015)
- Jane the Virgin – serie TV, episodio 3x07 (2016)
- Chicken Girls – webserie, 4 episodi (2018)

## Programmi televisivi
- Wild On! (1999-2002)
- Jimmy Kimmel Live! (2003-2010)
- Rock Star: INXS (2005)
- Rock Star: Supernova (2006)
- Dancing with the Stars (2008-2013)
- Entertainment Tonight (2008-2018)
- Miss America (2011; 2015)
- Good Morning America (2012-2018)
- Home & Family (2015-2021)
- Cupcake Wars (2016)
- The Apprentice (2017)
- Primetime Emmy Awards (2020)

## Vita privata
Dal 2011 è sposata con David Charvet, dal quale ha avuto due figli nati prima del matrimonio, nel 2007 e nel 2008.
Precedentemente, dal 2001 al 2005, era stata sposata con Garth Fisher, da cui aveva avuto altri due bambini.